# شکستگی تنشی استخوان
شکستگی تنشی استخوان (به انگلیسی: Stress fracture) یا Fatigue Fracture شکستگی ناکامل استخوان است که در اثر نیروهای کم ولی تکرار شونده و در اثر خستگی استخوان اتفاق می‌افتد.

## شیوع
تشخیص این شکستگی قدمت دیرینه دارد، ارسطو در سال ۲۰۰ قبل از میلاد مسیح آن را توضیح داده‌است. این شکستگی در سربازان شایع می‌باشد و برای اولین بار در سال ۱۸۵۵ میلادی پزشکی از اهالی پروس گزارش مفصلی در مورد شکستگی استخوانهای کف پا در سربازان شرح داده و آن را «شکستگی ناشی از رژه» (March Fracture) نام داده‌است.
این شکستگی اغلب در اندام تحتانی و به صورت شکستگی خطی و ترک خوردگی است. محل شایع آن در استخوان درشت نی و استخوانهای کف پا بخصوص استخوانهای کف پایی دوم و سوم است و در ورزشکاران و دونده‌ها زیاد اتفاق می‌افتد. شیوع آن در ورزشکاران زن ۶۴ درصد و در مردان ۵۰ درصد می‌باشد. وقوع این شکستگی در اندام فوقانی بسیار کمتر از اندام تحتانی است و در بازیکنان تنیس و بیسبال دیده می‌شود. اکثراً در مواقعی که شخص، فشار زیادی به اندام وارد می‌کند یا در مواقعی که ورزشکار مقدار تمرین را به‌طور غیرمعمول افزایش می‌دهد، بروز می‌کند.

## علائم و تشخیص
ممکنست علائم بالینی کمی داشته باشد. عمده علامت آن درد کف پا در موقع راه رفتن و دویدن می‌باشد. در حال استراحت معمولاً درد ندارد ولی لمس ناحیه آزرده، دردناک است.
تشخیص توسط معاینه پزشک و انجام پرتونگاری میسر است، ولی یافته‌های آن معمولاً دیر ظاهر می‌شوند. گاهی لازم است برای تأیید تشخیص یا تشخیص افتراقی از بیماری‌های دیگر استخوان، اسکن استخوان انجام شود.

## درمان
درمان در موارد خفیف شامل ۳ هفته استراحت و کاهش فعالیت است. در موارد شکستگی تنشی درشت نی ممکنست گچ‌گیری اندام مبتلا نیاز باشد.